# Atenienses de Manatí 2025
Questa voce raccoglie le informazioni riguardanti le Atenienses de Manatí nella stagione 2025.

## Stagione
Le Atenienses de Manatí disputano la loro quarta Liga de Voleibol Superior Femenino, classificandosi al secondo posto in regular season: vengono eliminate durante le semifinali dei play-off scudetto, perdendo la serie contro le Cangrejeras de Santurce.

## Organigramma societario
Area direttiva
- Presidente: Luis Ernesto Santini

Area tecnica
- Allenatore: Ramón Lawrence

## Rosa
| N° | Nome                  | Ruolo | Data di nascita  | Nazionalità sportiva |
| -- | --------------------- | ----- | ---------------- | -------------------- |
| 1  | Dalianliz Rosado      | L     | 17 novembre 1995 | Porto Rico           |
| 2  | Ariana Pagán          | S     | 29 dicembre 2001 | Porto Rico           |
| 3  | Yeleishka Vázquez     | P     | 21 ottobre 1995  | Porto Rico           |
| 6  | Yaleimid Correa       | L     | 14 marzo 2002    | Porto Rico           |
| 8  | Jonnalys Matos        | C     | 17 agosto 1991   | Porto Rico           |
| 9  | Julianna Askew        | P     | 23 agosto 2001   | Porto Rico           |
| 10 | Dariana Hollingsworth | O     | 17 giugno 1999   | Porto Rico           |
| 11 | Mildrelis Rodríguez   | S     | 1º aprile 1997   | Porto Rico           |
| 13 | Chareika Carrión      | S     | 26 aprile 2005   | Porto Rico           |
| 19 | Karla Santos          | S     | 28 novembre 1997 | Porto Rico           |
| 22 | Tristin Savage        | C     | 28 luglio 1999   | Stati Uniti          |
| 24 | Jovyrelis Ayala       | O     | 26 aprile 2001   | Porto Rico           |
| 25 | Solimar Cestero       | S     | 8 settembre 2000 | Porto Rico           |
| 26 | Kjersti Strong        | C     | 20 agosto 2002   | Stati Uniti          |

## Mercato
| Acquisti                               | Acquisti              | Acquisti                | Acquisti   |
| R.                                     | Nome                  | da                      | Modalità   |
| -------------------------------------- | --------------------- | ----------------------- | ---------- |
| P                                      | Julianna Askew        | Pinkin de Corozal       | definitivo |
| O                                      | Jovyrelis Ayala       | -                       | definitivo |
| S                                      | Chareika Carrión      | Criollas de Caguas      | definitivo |
| O                                      | Dariana Hollingsworth | Terville Florange       | definitivo |
| S                                      | Ariana Pagán          | Stephen F. Austin State | definitivo |
| S                                      | Mildrelis Rodríguez   | Cangrejeras de Santurce | definitivo |
| L                                      | Dalianliz Rosado      | Criollas de Caguas      | definitivo |
| C                                      | Tristin Savage        | Marcq-en-Barœul         | definitivo |
| C                                      | Kjersti Strong        | Brigham Young           | definitivo |
| Trasferimenti nel corso della stagione |                       |                         |            |
| S                                      | Solimar Cestero       | Anorthōsīs              | definitivo |

| Cessioni | Cessioni          | Cessioni           | Cessioni   |
| R.       | Nome              | a                  | Modalità   |
| -------- | ----------------- | ------------------ | ---------- |
| C        | Alexa Barral      | -                  | ritirata   |
| C        | Lizzelle Cintrón  | -                  | ritirata   |
| C        | Claudia Dillon    | Pinheiros          | definitivo |
| P        | Nicole Drewnick   | Brasília           | definitivo |
| S        | Valeria Flores    | Mets de Guaynabo   | definitivo |
| S        | Isabel Quintana   | -                  | ritirata   |
| S        | María Schlegel    | Târgoviște         | definitivo |
| L        | Okiana Valle      | Criollas de Caguas | definitivo |
| O        | Zoe Weatherington | AEK Atene          | definitivo |

## Risultati

### LVSF

#### Regular season
| 17 gennaio 2025 Coliseo Juan Aubín Cruz Abreu, Manatí  | Atenienses de Manatí    | 3 - 1 | Changas de Naranjito    | 25-17, 24-26, 25-13, 25-17        |
| 19 gennaio 2025 Coliseo Juan Aubín Cruz Abreu, Manatí  | Atenienses de Manatí    | 1 - 3 | Criollas de Caguas      | 25-18, 24-26, 23-25, 18-25        |
| 24 gennaio 2025 Coliseo Mario Morales, Guaynabo        | Mets de Guaynabo        | 3 - 0 | Atenienses de Manatí    | 22-25, 23-25, 23-25               |
| 26 gennaio 2025 Coliseo Juan Aubín Cruz Abreu, Manatí  | Atenienses de Manatí    | 3 - 0 | Valencianas de Juncos   | 25-15, 25-22, 25-18               |
| 29 gennaio 2025 Coliseo Juan Aubín Cruz Abreu, Manatí  | Atenienses de Manatí    | 3 - 1 | Cangrejeras de Santurce | 25-23, 21-25, 26-24, 25-20        |
| 1º febbraio 2025 Coliseo Gelito Ortega, Naranjito      | Changas de Naranjito    | 1 - 3 | Atenienses de Manatí    | 25-23, 13-25, 20-25, 20-25        |
| 5 febbraio 2025 Coliseo Roger L. Mendoza, Caguas       | Criollas de Caguas      | 3 - 1 | Atenienses de Manatí    | 25-9, 25-22, 23-25, 26-24         |
| 7 febbraio 2025 Coliseo Juan Aubín Cruz Abreu, Manatí  | Atenienses de Manatí    | 3 - 1 | Mets de Guaynabo        | 25-27, 25-20, 25-22, 25-19        |
| 9 febbraio 2025 Coliseo Rafael Amalbert, Juncos        | Valencianas de Juncos   | 3 - 2 | Atenienses de Manatí    | 25-16, 22-25, 23-25, 25-14, 15-9  |
| 13 febbraio 2025 Coliseo Roberto Clemente, San Juan    | Cangrejeras de Santurce | 1 - 3 | Atenienses de Manatí    | 26-24, 21-25, 24-26, 20-25        |
| 15 febbraio 2025 Coliseo Gelito Ortega, Naranjito      | Changas de Naranjito    | 3 - 1 | Atenienses de Manatí    | 20-25, 25-20, 25-22, 25-19        |
| 20 febbraio 2025 Coliseo Juan Aubín Cruz Abreu, Manatí | Atenienses de Manatí    | 1 - 3 | Criollas de Caguas      | 24-26, 22-25, 25-14, 20-25        |
| 23 febbraio 2025 Coliseo Mario Morales, Guaynabo       | Mets de Guaynabo        | 3 - 2 | Atenienses de Manatí    | 22-25, 25-21, 25-20, 15-25, 15-10 |
| 27 febbraio 2025 Coliseo Juan Aubín Cruz Abreu, Manatí | Atenienses de Manatí    | 3 - 0 | Valencianas de Juncos   | 25-16, 25-19, 25-16               |
| 2 marzo 2025 Coliseo Juan Aubín Cruz Abreu, Manatí     | Atenienses de Manatí    | 1 - 3 | Cangrejeras de Santurce | 22-25, 17-25, 25-19, 22-25        |
| 6 marzo 2025 Coliseo Roger L. Mendoza, Caguas          | Criollas de Caguas      | 1 - 3 | Atenienses de Manatí    | 23-25, 17-25, 27-25, 25-27        |
| 9 marzo 2025 Coliseo Juan Aubín Cruz Abreu, Manatí     | Atenienses de Manatí    | 3 - 1 | Mets de Guaynabo        | 18-25, 25-21, 25-15, 25-16        |
| 13 marzo 2025 Coliseo Rafael Amalbert, Juncos          | Valencianas de Juncos   | 0 - 3 | Atenienses de Manatí    | 15-25, 27-25, 21-25               |
| 15 marzo 2025 Coliseo Roberto Clemente, San Juan       | Cangrejeras de Santurce | 0 - 3 | Atenienses de Manatí    | 21-25, 20-25, 23-25               |
| 20 marzo 2025 Coliseo Juan Aubín Cruz Abreu, Manatí    | Atenienses de Manatí    | 3 - 1 | Changas de Naranjito    | 15-25, 25-19, 25-17, 25-17        |

#### Play-off
| Semifinali (gara 1) - 6 aprile 2025 Coliseo Juan Aubín Cruz Abreu, Manatí  | Atenienses de Manatí    | 0 - 3 | Cangrejeras de Santurce | 21-25, 23-25, 18-25 |
| Semifinali (gara 2) - 8 aprile 2025 Coliseo Roberto Clemente, San Juan     | Cangrejeras de Santurce | 3 - 0 | Atenienses de Manatí    | 25-20, 25-15, 25-23 |
| Semifinali (gara 3) - 10 aprile 2025 Coliseo Juan Aubín Cruz Abreu, Manatí | Atenienses de Manatí    | 0 - 3 | Cangrejeras de Santurce | 17-25, 27-29, 18-25 |
| Semifinali (gara 4) - 12 aprile 2025 Coliseo Roberto Clemente, San Juan    | Cangrejeras de Santurce | 3 - 0 | Atenienses de Manatí    | 25-15, 25-17, 25-18 |

## Statistiche

### Statistiche di squadra
| Competizione | Punti | In casa | In casa | In casa | In trasferta | In trasferta | In trasferta | Totale | Totale | Totale |
| Competizione | Punti | G       | V       | P       | G            | V            | P            | G      | V      | P      |
| ------------ | ----- | ------- | ------- | ------- | ------------ | ------------ | ------------ | ------ | ------ | ------ |
| LVSF         | 41    | 12      | 7       | 5       | 12           | 5            | 7            | 24     | 12     | 12     |
| Totale       | -     | 12      | 7       | 5       | 12           | 5            | 7            | 24     | 12     | 12     |

G = partite giocate; V = partite vinte; P = partite perse

### Statistiche dei giocatori
Dati non disponibili.